# نيزك جليدي ضخم

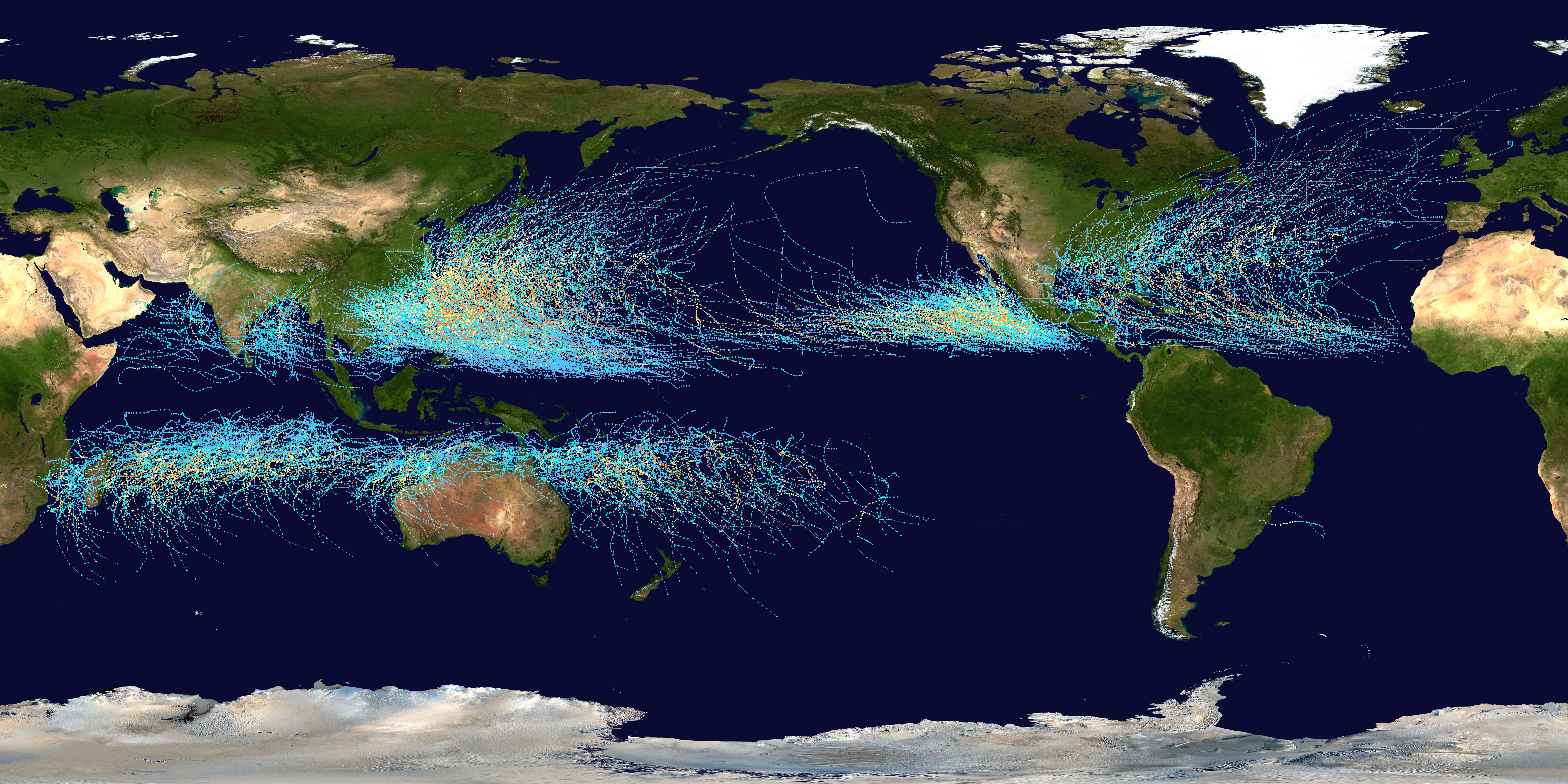

النيزك الجليدي الضخم (بالإنجليزية: megacryometeor )‏ هي جزء أو قطعة كبيرة جدا من الجليد (البَرَد) الذي، على الرغم من مشاركته البَرَد العادي العديد من الخصائص والصفات، كالصفات المائية والكيميائية والنظائر المشعة في البَرَد الكبيرة، ولكنه يتكون في ظل الظروف الجوية غير العادية التي تختلف بوضوح عن تلك الظروف من تجمع السحب وغيرها (أي يتكون في ظروف السماء الصافية).
وتسمى أحيانا بالبَرَد الكبيرة، ولكن حدوثها لا يحتاج إلى حالة عواصف رعدية مثلا. يصل وزن البعض منها إلى بضعة كيلوجرامات.